# Кемпа-Солецька
Кемпа-Солецька (пол. Kępa Solecka) — село в Польщі, у гміні Лазіська Опольського повіту Люблінського воєводства.
Населення — 89 осіб (2011).
У 1975-1998 роках село належало до Радомського воєводства.

## Демографія
Демографічна структура станом на 31 березня 2011 року:
|          | Загалом | Допрацездатний вік | Працездатний вік | Постпрацездатний вік |
| -------- | ------- | ------------------ | ---------------- | -------------------- |
| Чоловіки | 44      | 8                  | 33               | 3                    |
| Жінки    | 45      | 6                  | 28               | 11                   |
| Разом    | 89      | 14                 | 61               | 14                   |